# Supercopa alemanya d'handbol femenina
La Supercopa alemanya d'handbol femenina (en alemany, HBF-Supercup) és una competició esportiva de clubs d'handbol alemanys. De caràcter anual, és organitzada per la Federació alemanya d'handbol i fou creada la temporada 2008-09. Tanmateix s'ha celebrat de format intermitent, després de les dues primeres edicions es deixà de celebrar els sis anys següents. Des de la temporada 2015-16 se celebra regularment. Hi participen els campions de la Bundelisga i de la Copa alemanya disputant una final en una seu neutral. És considerada la tercera competició de l'handbol alemany i normalment se celebra al més d'agost o setembre, donant a la temporada d'handbol a Alemanya.
Els dominador de la competició són el SG BBM Bietigheim (2017, 2019, 2021, 2022) i el Thüringer Handball Club (2015, 2016, 2018), amb quatre i tres títols respectivament.

## Historial
| Campió de la Bundesliga Campió de la Copa En negreta = Equip guanyador (1) = Nombre de títolss (prò.) = Pròrroga (p.) = Penals Nota: Noms dels equips segons l'època |

| Edició                                                                     | Temp.   | Data       | Campió | Campió                | Resultat | Subcampió | Subcampió         | Seu                    | refs. |
| -------------------------------------------------------------------------- | ------- | ---------- | ------ | --------------------- | -------- | --------- | ----------------- | ---------------------- | ----- |
| I                                                                          | 2008-09 | 30-12-2008 |        | HC Leipzig (1)        | 34-30    |           | 1. FC Nürnberg    | Koblenz                | [ 1 ] |
| II                                                                         | 2009-10 | 27-12-2009 |        | VfL Oldenburg (1)     | 30-28    |           | HC Leipzig        | Rotenburg an der Fulda | [ 1 ] |
| No es disputà entre 2010 i 2015                                            |         |            |        |                       |          |           |                   |                        |       |
| III                                                                        | 2015-16 | 06-09-2015 |        | Thüringer HC (1)      | 24-22    |           | Buxtehuder SV     | Nordhausen             | [ 1 ] |
| IV                                                                         | 2016-17 | 04-09-2016 |        | Thüringer HC (3)      | 22-21    |           | HC Leipzig        | Nordhausen             | [ 1 ] |
| V                                                                          | 2017-18 | 03-09-2017 |        | SG BBM Bietigheim (1) | 30-22    |           | Buxtehuder SV     | Hamburg                | [ 1 ] |
| VI                                                                         | 2018-19 | 01-09-2018 |        | Thüringer HC (3)      | 35-23    |           | VfL Oldenburg     | Nordhausen             | [ 1 ] |
| VI                                                                         | 2019-20 | 31-08-2019 |        | SG BBM Bietigheim (2) | 27-26    |           | Thüringer HC      | Ludwigsburg            | [ 1 ] |
| No es disputà la temporada 2020-21 pel risc públic de contagi del COVID-19 |         |            |        |                       |          |           |                   |                        |       |
| VIII                                                                       | 2021-22 | 28-08-2021 |        | SG BBM Bietigheim (3) | 31-21    |           | Borussia Dortmund | Dortmund               | [ 2 ] |
| IX                                                                         | 2022-23 | 04-09-2022 |        | SG BBM Bietigheim (4) | 38-26    |           | VfL Oldenburg     | Oldenburg              | [ 3 ] |

## Palmarès
| Club                    | Campió | Subcampió | Finals | Anys campió                        | Anys subcampió   |
| ----------------------- | ------ | --------- | ------ | ---------------------------------- | ---------------- |
| SG BBM Bietigheim       | 4      | 0         | 4      | 2017-18, 2019-20, 2021-22, 2022-23 | —                |
| Thüringer Handball Club | 3      | 0         | 3      | 2015-16, 2016-17, 2018-19          | ―                |
| Handball Club Leipzig   | 1      | 2         | 3      | 2008-09                            | 2009-10, 2016-17 |
| VfL Oldenburg           | 1      | 2         | 3      | 2009-10                            | 2018-19, 2022-23 |
| Buxtehuder SV           | 0      | 2         | 2      | —                                  | 2015-16, 2017-18 |
| 1. FC Nürnberg          | 0      | 1         | 1      | ―                                  | 2008-09          |
| Borussia Dortmund       | 0      | 1         | 1      | —                                  | 2021-22          |